# Croton chlaenacicomes
Espèce
Croton chlaenacicomes est une espèce de plantes à fleurs du genre Croton et de la famille des Euphorbiaceae, présente au centre et au sud de Madagascar.